# ドミニク・ヴィラール

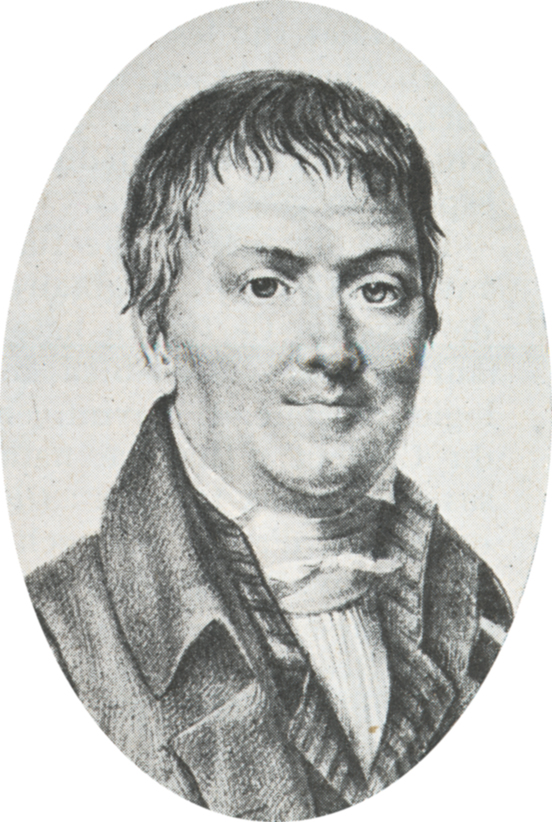
ドミニク・ヴィラール

ドミニク・ヴィラール（Dominique Villars, 1745年11月14日 - 1814年6月26日）はフランスの医師、植物学者である。高山植物の記載などで知られる。

## 略歴
オート＝アルプ県の村、ヴィラール(Villar)に、村の書記の息子に生まれ、父親から読み書きを学んだ。父親が死んだ後、母親はギャップの検察官の事務所の仕事にヴィラールを送り、ここで多くの医学書を読む機会をもった。ルイ・ギヨン(Loys Guyons)の健康書、Miroir de la beauté et de la santé corporelleや本草学者のピエトロ・アンドレア・マッティオリの著書を読んだ。
16歳で裕福な娘と結婚し、5人の子供をもうけることになる。1766年に、修道士で植物学者のドミニク・シェ(Dominique Chaix)と知り合い、シェから植物学への興味をもたらされ、リンネの著作を読むことになった。20歳の後半に医学を学ぶ決心をして、グルノーブルに学び、州の高官から奨学金を得た。
学業の傍ら植物を収集し、標本を作った。1775年から1776年の間には地質学者、ジャン＝エティエンヌ・ゲタールが率いたドーフィネの調査に、バルテルミー・フォジャ・ド・サン＝フォンとともに参加した。ゲタールの紹介で1777年にパリを訪れ、ベルナール・ド・ジュシューやアントワーヌ・ローラン・ド・ジュシュー、エドメ＝ルイ・ドバントン、ジョゼフ・ピトン・ド・トゥルヌフォール、セバスチャン・ヴァイヤン、アンドレ・トワンらの当時有名な植物学者や、 アントワーヌ・ポルタルらの医学者と交流した。
1778年にヴァランスで博士号を得て、州の高官によりグルノーブルの植物園長に任命され、地域の病院で講師として働いた。
地域の植物の収集と分類の研究を行い、医師としても後にスウェーデン王カール14世となるジャン＝バティスト・ジュール・ベルナドットから侍医として望まれたほどの評判を得た。1786年から1789年の間に、主著の『ドーフィネの植物誌』(Histoire des plantes du Dauphiné)を出版した。この著作では20回以上の調査旅行で得られた2700以上の植物の種について記述された。
フランス革命によって、グルノーブルでの地位を失ったが、1805年にストラスブール大学の医学部の植物学の教授となり、後に学部長になった。ヴィラールの植物標本はグルノーブルの博物館で保存されている。
ミツガシワ科の植物の属名、Villarsiaに献名されている。